# BWV Berliner Wissenschafts-Verlag
Der BWV Berliner Wissenschafts-Verlag GmbH (vormals Berlin Verlag Arno Spitz GmbH) ist ein deutscher Wissenschaftsverlag mit Sitz in Berlin. Der Verlag wurde 1962 von Arno Spitz (1920–2014) in Berlin-Dahlem gegründet. Seit 2015 gehört der Verlag zum Franz Steiner Verlag in Stuttgart und damit zur Mediengruppe Deutscher Apotheker Verlag. 
In den Fächern Recht, Wirtschaft, Politik, Soziologie, Geschichte und Philosophie widmet sich der BWV insbesondere den Forschungsgebieten, die sich den traditionellen akademischen Disziplinen nicht zuordnen lassen. Beteiligte Fachbereiche sind unter anderem Friedensforschung, Sicherheitspolitik, Umwelt- und Energiepolitik, öffentliche Verwaltung und öffentliche Wirtschaft, Kulturwissenschaft, Zeitgeschichte, Verbraucherschutz, Staatswissenschaft, Europäische Integration, Kommunikationswissenschaft und Zukunftsforschung. Der BWV veröffentlicht Ergebnisse der brandenburg-preußischen und der Berliner Geschichtsforschung sowie der Aufarbeitung der DDR-Vergangenheit und publiziert hierzu Schriftenreihen von Forschungseinrichtungen, Kommissionen und Archiven. Mittel- und Osteuropa sowie der Ostseeraum mit seinen nördlichen Anrainerstaaten bilden einen weiteren Schwerpunkt des Verlagsprogramms. Der Verlag legt wert auf Titel von oder mit Praktikern aus Politik, Wirtschaft und Justiz, um den Praxisbezug seiner wissenschaftlichen Veröffentlichungen zu gewährleisten. Empirische Analysen werden ergänzt durch Handbücher und Weiterbildungsmaterialen. Der Verlag publiziert neun Zeitschriften.